# Yann Gboho
Yann Gboho (Man, 14 de enero de 2001) es un futbolista marfileño, nacionalizado francés, que juega en la demarcación de delantero para el Toulouse F. C. de la Ligue 1.

## Biografía
Tras empezar a formarse como futbolista en las filas inferiores del Aiglon du Lamentin y del F. C. Rouen, tras seis años se marchó a la disciplina del Stade Rennais F. C. Tan solo dos años después ya empezó a jugar en el segundo equipo. Finalmente hizo su debut con el primer equipo el 3 de agosto de 2019 en la Supercopa de Francia 2019 contra el París Saint-Germain, sustituyendo a Benjamin Bourigeaud en el minuto 68, en un partido que finalizó con un resultado de 2-1 a favor del conjunto parisino. Dos años después abandonó el club de manera temporal al ser cedido al S. B. V. Vitesse. Tras este préstamo fue traspasado al Círculo de Brujas. Allí estuvo una temporada y media antes de volver a Francia en enero de 2024 después de fichar por el Toulouse F. C.

## Clubes
| Club                      | País         | Año       | Partidos | Goles |
| ------------------------- | ------------ | --------- | -------- | ----- |
| Stade Rennais F. C. II    | Francia      | 2018-2019 | 19       | 4     |
| Stade Rennais F. C.       | Francia      | 2019-2021 | 32       | 2     |
| S. B. V. Vitesse (cedido) | Países Bajos | 2021-2022 | 30       | 3     |
| Círculo de Brujas         | Bélgica      | 2022-2024 | 52       | 4     |
| Toulouse F. C.            | Francia      | 2024-     | 52       | 9     |

## Palmarés

### Campeonatos nacionales
| Título          | Club                | País    | Año  |
| --------------- | ------------------- | ------- | ---- |
| Copa de Francia | Stade Rennais F. C. | Francia | 2019 |